# NGC 5165
NGC 5165 ist eine 13,9 mag helle Linsenförmige Galaxie vom Hubble-Typ „S0“ im Sternbild Jungfrau nördlich der Ekliptik. Sie ist schätzungsweise 307 Millionen Lichtjahre von der Milchstraße entfernt und hat einen Durchmesser von etwa 70.000 Lichtjahren.
Im selben Himmelsareal befinden sich u. a. die Galaxien NGC 5162, NGC 5171, NGC 5178, NGC 5179.
Das Objekt wurde am 5. Mai 1883 von Ernst Wilhelm Leberecht Tempel entdeckt.